# Аеродром Линц
Аеродром Линц је међународни аеродром аустријског града Линца, смештен 10 km југозападно од града. Данас је аеродром више познат као чвориште за карго превоз, а поред аеродрома се налази највећи пословни парк у Аустрији.
2018. године кроз аеродром је прошло близу 500 хиљада милиона путника, па је по промету путника то пети по величини аеродром у држави.

## Авио-компаније и дестинације
Следеће авио-компаније нуде редовне  и чартер летове на аеродрому у Линцу:
| Airlines             | Destinations                                               |
| -------------------- | ---------------------------------------------------------- |
| Austrian Airlines    | Frankfurt                                                  |
| Avanti Air           | Seasonal charter: Kefalonia, Preveza/Lefkada, Skiathos     |
| Corendon Airlines    | Seasonal: Antalya, Heraklion, Hurghada                     |
| Croatia Airlines     | Seasonal charter: Brač                                     |
| European Air Charter | Seasonal charter: Burgas, Heraklion, Hurghada, Kos, Rhodes |
| Eurowings            | Seasonal: Kos (begins 11 May 2025), Palma de Mallorca      |
| Mavi Gök Airlines    | Seasonal charter: Antalya                                  |
| Nesma Airlines       | Seasonal charter: Hurghada                                 |
| Ryanair              | Alicante, Bari, London–Stansted                            |

### Карго
| Airlines      | Destinations             |
| ------------- | ------------------------ |
| Amazon Air    | Madrid                   |
| DHL Aviation  | Leipzig/Halle, Ljubljana |
| Turkish Cargo | Istanbul                 |